# Porcellio narixae
Porcellio narixae es una especie de crustáceo isópodo de la familia Porcellionidae.

## Descripción
Su color es marrón violáceo oscuro, con las inserciones musculares muy poco aparentes y con una zona un poco más clara en el límite de los pleuroepímeros.
Entre los caracteres que permiten separar fácilmente a esta especie de otras próximas, podemos citar el lóbulo medio del cefalon, las características sedas escamas, o los exopoditos de los pleópodos sin escotadura en ambos sexos.

## Distribución y hábitat
Solamente ha sido citada de la cueva de Nerja (Maro, Málaga, España), aunque por sus características morfológicas no se trata de una especie cavernícola, sino que pertenecería al grupo de los troglofilos.